# Virgil Vaughn
Virgil V. Vaughan (nacido el 15 de mayo de 1918 en Webster, Kentucky y fallecido el 26 de febrero de 2007 en Paducah, Kentucky) fue un jugador y entrenador de baloncesto estadounidense que disputó una temporada en la BAA, además de jugar en la ABL y en la PBLA. Con 1,93 metros de estatura, jugaba en la posición de ala-pívot.

## Trayectoria deportiva

### Universidad
Su trayectoria universitaria transcurrió en los Hilltoppers de la Universidad de Kentucky Occidental, siendo el primer jugador de la institución en jugar en la BAA o la NBA.

### Profesional
Comenzó su andadura profesional con los Trenton Tigers, donde en su única temporada en el equipo promedió 8,0 puntos por partido. En 1946 fichó por los Boston Celtics de la recién creada BAA, con los que únicamente disputó 17 partidos en los que promedió 2,6 puntos.
Al año siguiente fichó por los Louisville Colonels de la efímera PBLA, donde actuó como jugador-entrenador, siendo el máximo anotador de su equipo, promediando 9,8 puntos por partido. Pasó entonces brevemente por los Syracuse Nationals de la NBL, donde sólo jugó tres partidos en los que promedió 5,7 puntos, regresando a los Tigers, donde jugó una temporada más,en la que promedió 10,1 puntos.

#### Estadísticas en la BAA

##### Temporada regular
| Temporada | Edad | Equipo         | Liga | P  | TIT | MIN | TC  | TCA | %TC  | 3P | 3PA | %3P | TL  | TLA | %TL  | R.OF. | R.DEF. | REB | ASIS | ROB | TAP | PER | FP  | PTS |
| 1946-47   | 28   | Boston Celtics | BAA  | 17 |     |     | 0.9 | 4.6 | .192 |    |     |     | 0.9 | 1.6 | .536 |       |        |     | 0.6  |     |     |     | 1.1 | 2.6 |
| Total     |      |                | BAA  | 17 |     |     | 0.9 | 4.6 | .192 |    |     |     | 0.9 | 1.6 | .536 |       |        |     | 0.6  |     |     |     | 1.1 | 2.6 |